# Nikolai Zinin
Nikolai Nikolàievitx Zinin (en rus Николай Николаевич Зинин), nascut el 25 d'agost de 1812 a Şuşa, Imperi rus, i traspassat el 18 de febrer de 1880 a Sant Petersburg fou un químic orgànic rus conegut per la reducció de Zinin.

## Biografia
Zinin estudià a la Universitat de Kazan graduant-se en matemàtiques, i passà a ser professor de química el 1835. Amplià coneixements a diferents centres universitaris d'Europa entre 1833 i 1841. Estudià amb Justus von Liebig a Gießen on completà una recerca sobre la condensació de la benzoïna que havia descobert Liebig uns anys enrere. Posteriorment presentà els seus resultats com a tesi doctoral a la Universitat de Sant Petersburg on rebé el doctorat. Obtingué una plaça de professor de química a la Universitat de Kazan i el 1847 passà a la Universitat de Sant Petersburg, entrant també a l'Acadèmia de Ciències de Sant Petersburg. Fou el primer president de l'Acadèmia Russa de Física i Química (1868-1877)
A la Universitat de Sant Petersburg fou professor privat del jove Alfred Nobel. També foren alumnes seus els destacats químics russos Alexander Borodin i Aleksandr Butlerov.

## Obra
Quant a la seva obra destaca la reacció de Zinin o reducció de Zinin, en la qual els nitroderivats d'anells aromàtics, com ara el nitrobenzè, es transformen en amines per reducció amb sulfur de sodi.